# Didymella glacialis
Didymella glacialis är en svampart som beskrevs av Rehm 1882. Didymella glacialis ingår i släktet Didymella, ordningen Pleosporales, klassen Dothideomycetes, divisionen sporsäcksvampar och riket svampar.   Inga underarter finns listade i Catalogue of Life.
I den svenska databasen Dyntaxa används istället namnet Phomatospora juncicola för samma taxon.  Arten är reproducerande i Sverige.